# Ultimate Kylie
Ultimate Kylie er det tredje opsamlingsalbum af den australske sangerinde Kylie Minogue, udgivet i november 2004. Den består af to CD-er, og indeholder optagelser af alle studiealbummer, der er udgivet, såvel som to nye sange, "I Believe in You" og "Giving You Up".

## Udgivelse
Ultimate Kylie er Minogues tredje store opsamlingsalbum efter Greatest Hits og Hits+. Selv om det ikke er hendes første opsamlingsalbum, dette er den eneste, der indeholder optagelser fra Stock Aitken Waterman, Deconstruction Records og Parlophone. Mange af singler udgivet blev ikke medtaget på den anden CD for at gøre plads til hendes største singler fra albummet udgivelser på Parlophone.
Ultimate Kylie nåede nummer fire på UK Albums Chart, og blev certificeret platin og solgte over 900.000 eksemplarer. Albummet blev senere udgivet i USA men nåede ikke Billboard 200. Albummet nåede nummer fem på ARIA Charts og blev certificeret fire gange platin af Australian Recording Industry Association, og solgte over 280.000 eksemplarer. Ultimate Kylie var også en succes i udlandet. I Belgien nåede albummet nummer fjorten i Flandern og nummer 35 i Vallonien. Albummet nåede nummer 49 i Spanien og nummer 34 femten uger senere. Albummet blev certificeret guld og solgte over 50.000 eksemplarer.

## Singler
"I Believe in You" blev udgivet i Storbritannien den 6. december 2004, og kunne høres i radio i oktober 2004. Singlen nåede andenpladsen på UK Singles Chart. "Giving You Up" blev udgivet som single den 28. marts 2005 i Storbritannien og nåede sjettepladsen.

## Sporliste
CD 1
1. "Better the Devil You Know" – 3:54
2. "The Loco-Motion" – 3:14
3. "I Should Be So Lucky" – 3:24
4. "Step Back in Time" – 3:05
5. "Shocked" – 3:09
6. "What Do I Have to Do" – 3:33
7. "Wouldn't Change a Thing" – 3:14
8. "Hand on Your Heart" – 3:54
9. "Especially for You" (feat. Jason Donovan) – 3:58
10. "Got to Be Certain" – 3:19
11. "Je Ne Sais Pas Pourquoi" – 4:01
12. "Give Me Just a Little More Time" – 3:08
13. "Never Too Late" – 3:21
14. "Tears on My Pillow" – 2:33
15. "Celebration" – 4:01

CD 2
1. "I Believe in You" – 3:21
2. "Can't Get You Out of My Head" – 3:51
3. "Love at First Sight" – 3:59
4. "Slow" – 3:15
5. "On a Night Like This" – 3:33
6. "Spinning Around" – 3:28
7. "Kids" (feat. Robbie Williams) – 4:20
8. "Confide in Me" – 4:26
9. "In Your Eyes" – 3:18
10. "Please Stay" – 4:08
11. "Red Blooded Woman" – 4:20
12. "Giving You Up" – 3:30
13. "Chocolate" – 4:02
14. "Come into My World" – 4:08
15. "Put Yourself in My Place" – 4:12
16. "Did It Again" – 4:22
17. "Breathe" – 3:38
18. "Where the Wild Roses Grow" (feat. Nick Cave) – 3:57

## Hitlister
| Hitliste                          | Placering |
| --------------------------------- | --------- |
| Australien (ARIA Charts)          | 5         |
| Belgien (Ultratop 50 Flandern)    | 14        |
| Belgien (Ultratop 40 Vallonien)   | 35        |
| Danmark (Tracklisten)             | 17        |
| Finland (Suomen virallinen lista) | 24        |
| Grækenland (IFPI)                 | 9         |
| Irland (Irish Albums Chart)       | 8         |
| Japan (Oricon)                    | 39        |
| Nederlandene (Dutch Top 40)       | 37        |
| New Zealand (RIANZ)               | 33        |
| Norge (VG-lista)                  | 18        |
| Spanien (PROMUSICAE)              | 27        |
| Schweiz (Schweizer Hitparade)     | 19        |
| Sverige (Sverigetopplistan)       | 23        |
| Storbritannien (UK Singles Chart) | 4         |